# Sint Eustatius
Sint Eustatius (també anomenada Statia) és una illa de les Petites Antilles sota administració dels Països Baixos, situada vora les illes també neerlandeses de Saba, al nord-oest, i Sint Maarten, al nord. Altres illes veïnes són Saint Barthélemy, una dependència de Guadeloupe, al nord-est, i Saint Kitts, l'illa principal de Saint Kitts i Nevis, al sud-est. En neerlandès es considera del grup d'illes de Sobrevent (Bovenwindse Eilanden), però en anglès correspon a les anomenades illes de Sotavent (Leeward Islands).
Forma un municipi dels Països Baixos amb estatut particular (en neerlandès openbare lichamen) d'ençà del 10 d'octubre del 2010 sota el nom de Carib Neerlandès (Caribisch Nederland), arran de la dissolució de l'antic Estat autònom de la federació de les Antilles Neerlandeses, de la qual formava part.
El nom de l'illa deriva de sant Eustaqui, màrtir cristià del segle ii.
L'illa fou vista per Colom el 1493 i reclamada per un gran nombre de nacions durant els següents 150 anys. El 1636 fou colonitzada per la Companyia Holandesa de les Índies Occidentals. Ocupada pels britànics el 1781, va tornar a ser controlada finalment pels Països Baixos el 1784.

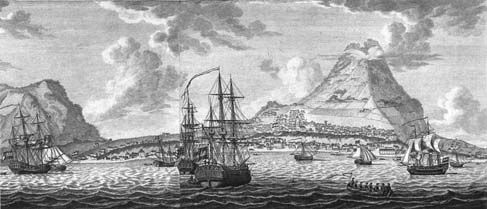
Imatge antiga de Sint Eustatius